# Hycleus tristigma
Hycleus tristigma là một loài bọ cánh cứng trong họ Meloidae. Loài này được Gerstacker miêu tả khoa học năm 1854.